# Lago San Michele
Il lago San Michele è un lago del Canavese situato nel comune di Ivrea.

## Caratteristiche

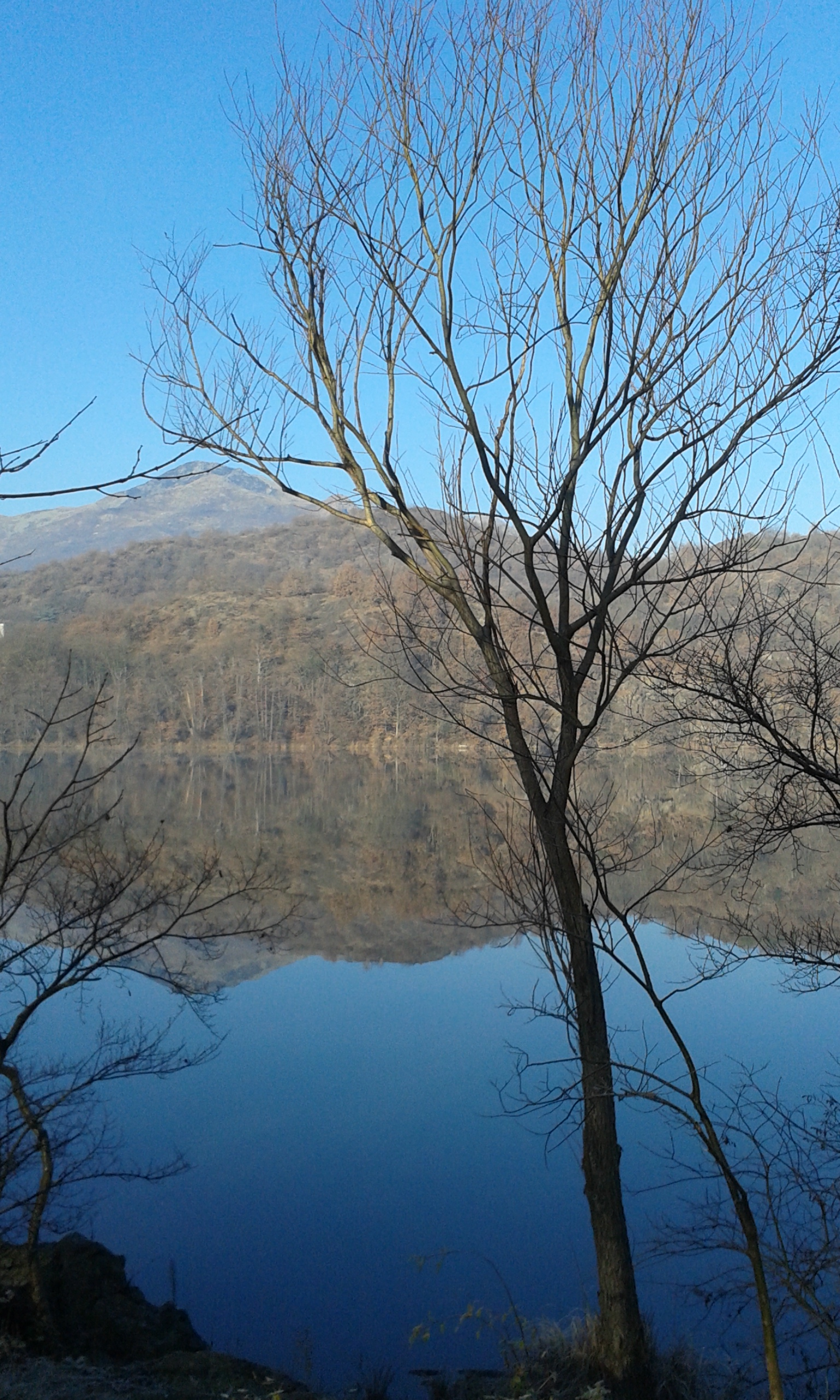
Il lago a dicembre

Il lago San Michele fa parte del gruppo dei “Cinque Laghi d'Ivrea”, con Sirio, Nero, Pistono e Campagna. Ha una superficie dello specchio d'acqua di 0,07 km², di bacino di 0,7 km² e si trova ad una quota s.l.m. di m 238. Costituisce un'aree di interesse dal punto di vista zoologico, geologico e botanico.
Nei pressi del lago è collocato un campeggio. Lo specchio d'acqua è sovrastato a sud dal rilievo dove sorge il Santuario di Monte Stella.
Parte dell'area intorno al lago è compresa nel Parco della Polveriera del comune di Ivrea.

## Geologia
Si tratta, come nel caso di altri specchi d'acqua della zona, di un lago glaciale formatosi con il ritiro del ghiacciaio Balteo.

## Protezione della natura
Il lago ricade in parte nel sito di interesse comunitario denominato Laghi di Ivrea (cod.IT1110021), istituito nell'ambito della Direttiva 92/43/CEE (Direttiva Habitat) e designato inoltre come Zona Speciale di Conservazione.